# Ghori Parbat
Der Ghori Parbat (auch Gauri Parbat) ist ein 6708 m hoher Gipfel im westlichen Himalaya in Uttarakhand (Indien).

## Lage
Der Ghori Parbat ist der direkte nördliche Nachbar des 19 Meter höheren Hathi Parbat. Er überragt den Talschluss des Valley of Flowers. An seiner Westwand nährt sich der Banke-Gletscher, der nach Nordwesten in das Valley of Flowers fließt. Der Ghori Parbat befindet sich im südlichen Teil der Kamet-Gruppe im Nanda-Devi-Nationalpark.

## Erstbesteigung
Die Erstbesteigung gelang den Schweizern André Roch, Fritz Steuri und David Zogg am 18. August 1939.